# Legge sulla sicurezza nazionale di Hong Kong
La legge sulla sicurezza nazionale di Hong Kong è una legge ordinaria della Cina riguardo alla sicurezza nazionale relativa alla Regione amministrativa speciale di Hong Kong. Tale legge è richiesta dall'Articolo 23 della legge fondamentale di Hong Kong, entrata in vigore nel 1997, che stabilisce che avrebbe dovuto essere emanata dagli organi amministrativi della regione stessa. Nel giugno 2020, una legge equivalente è stata promulgata dal Comitato permanente dell'Assemblea nazionale del popolo, aggirando il Consiglio legislativo di Hong Kong.
La legge vieta e criminalizza qualsiasi atto di secessione, sedizione e sovversione contro il Consiglio di Stato della Repubblica Popolare Cinese, e presunta cospirazione in collusione con entità straniere. In "qualsiasi atto" rientra anche il solo parlare apertamente o promuovere a voce la secessione di Hong Kong dalla Cina, limitando di fatto la libertà di parola in violazione dei Principi di Johannesburg. L'attuazione della legge autorizza le autorità a sorvegliare, detenere e perquisire le persone sospettate ai sensi delle sue disposizioni e a richiedere all'editoria, ai servizi di hosting e agli Internet service providers nella regione, di rimuovere o limitare i contenuti che le autorità determinano essere in violazione del provvedimento legislativo.

## Storia
Durante l'Hong Kong britannico, la "Ordinanza sulle Società" del 1911 copriva in particolare gli elementi relativi alla sicurezza della colonia, poiché aveva lo scopo di prevenire la creazione di società segrete criminali e triadi. Nel 1949, con l'afflusso di migranti dalla Cina continentale, è stata rinforzata la menzione a "organizzazioni politiche straniere". Nel 1992 l'ordinanza è stata alleggerita nei suoi provvedimenti per venire incontro in modo più robusto ai diritti umani; tuttavia queste modifiche sono state annullate dal Comitato permanente dell'Assemblea nazionale del popolo dopo il passaggio di Hong Kong alla Cina nel 1997.
Nel 2003, un tentativo di promulgare una legge specifica sulla sicurezza ai sensi dell'Articolo 23 da parte del Consiglio legislativo non ha avuto successo a causa delle grandi proteste che ha generato. Simile al provvedimento di Macao, la legge del 2003 aveva importanti differenze rispetto a quella del 2020: le autorità avrebbero avuto bisogno di un mandato del tribunale per le perquisizioni, nei crimini relativi al secessionismo venivano identificati solamente "atti criminali seriamente violenti", escludendo quindi la mera promozione di sentimenti indipendentisti tramite mezzi pacifici e solo gli hongkonghesi residenti in modo permanente avrebbero potuto essere perseguiti. Questa legge era di origine puramente regionale e lasciava alle sole autorità di Hong Kong la giurisdizione sull'applicazione.
La legge non aveva il supporto della maggioranza nel Consiglio legislativo ed è stata poi accantonata alla luce di ciò e delle grandi proteste. Un decennio più tardi, i politici pro-Pechino di Hong Kong hanno rispolverato la proposta della legge, preoccupati dalla crescita del sentimento indipendentista nella regione. Quando la Cina, guidata da Xi Jinping, ha annunciato che «non avrebbe consentito assolutamente a nessuno di sostenere la secessione a Hong Kong né ad alcun attivista indipendentista di entrare in un'istituzione governativa», l'allora Capo dell'esecutivo di Hong Kong (governatore) Leung Chun-ying affermò che la regione avrebbe adottato una legge sulla sicurezza mirata contro i movimenti indipendentisti. Questa presa di posizione, insieme alla proposta di emendamento della legge sull'estradizione, ha contribuito a scatenare le proteste del 2019-2020, portando così all'approvazione e promulgazione della legga sulla sicurezza da parte dell'irrequieto Comitato permanente, in Cina continentale, aggirando il Consiglio legislativo hongkonghese.
I tentativi di promulgare la legge nel 2003 e nel 2020 si sono verificati durante i focolai di coronavirus (l'epidemia di SARS del 2002-2004 e la pandemia di COVID-19, rispettivamente), e in entrambi i casi ciò ha esacerbato la risposta negativa al provvedimento legislativo.

## Reazioni, applicazione ed effetti
Il testo della legge del 2020 ha attirato forti critiche internazionali da 27 Stati, principalmente dalla civiltà occidentale, così come dal Giappone. Ciò ha portato all'approvazione di leggi per facilitare l'immigrazione degli hongkonghesi, se necessario, in Australia, Canada, Regno Unito e Stati Uniti. D'altra parte l'Iran ha espresso il suo sostegno alla legge al Consiglio per i diritti umani delle Nazioni Unite, affermando che gli Stati stranieri non dovrebbero interferire negli affari interni della Cina. La controversa legge è stata oggetto di ulteriore attenzione per via dell'Articolo 38, che afferma che la legge è applicabile anche a coloro che non sono residenti permanenti di Hong Kong e a coloro che non vi risiedono; la disposizione è stata talvolta interpretata nel senso che la sua applicazione si estende a potenzialmente ogni individuo nel mondo.
La legge ha istituito un ufficio al di fuori della giurisdizione di Hong Kong per amministrare l'applicazione del provvedimento legislativo, noto come "Ufficio per la salvaguardia della sicurezza nazionale". L'ufficio è interamente composto da funzionari cinesi e le questioni procedurali sono disciplinate dal diritto cinese: ciò comporta una mancanza di indipendenza giudiziaria, l'assenza del diritto al silenzio, la possibilità di detenzione in isolamento e una significativa restrizione del diritto di difesa. Inoltre, i titolari in servizio di documenti di identificazione o certificazione rilasciati dall'ufficio sono immuni a ispezione, perquisizione e detenzione da parte delle forze dell'ordine di Hong Kong.
Dal 30 giugno 2020, oltre 240 persone sono state arrestate, alcune delle quali sono state accusate ai sensi della legge e altre sono state condannate al carcere. La prima persona condannata ai sensi della legge ha ricevuto una sentenza di reclusione di nove anni, nel luglio 2021. Gli uffici di Apple Daily, un tempo il più grande quotidiano pro-democrazia di Hong Kong, sono stati perquisiti e i dirigenti arrestati dalle forze dell'ordine il 10 agosto 2020 e di nuovo il 17 giugno 2021. Alcuni degli arrestati sono stati incriminati ai sensi della legge e il giornale è stato costretto a chiudere in seguito ai raid e al congelamento del suo capitale. Nonostante le assicurazioni del Governo della Cina continentale e di Hong Kong che la legge non si sarebbe applicata retroattivamente, nell'ottobre 2021 le sentenze dei tribunali hanno consentito alle autorità di applicare retroattivamente la legge. Nell'ottobre 2022, John Lee Ka-chiu, il Capo dell'esecutivo di Hong Kong, ha tenuto il suo primo discorso politico in merito alla legge e ha indicato che la sua amministrazione intende rafforzare il controllo.
Hong Kong e Macao sono al di fuori del Great Firewall cinese e, in generale, c'è relativamente poca censura su Internet nelle due regioni rispetto al resto della Cina. Tuttavia la legge sulla sicurezza nazionale, tramite l'Articolo 43, ha portato alla chiusura di svariati siti web pro-democrazia o critici del Governo della Cina continentale tra cui "HKChronicles", "2021 Hong Kong Charter", "Hong Kong Watch" e altri.